# Pretnar
Pretnar [prétnar] je priimek več znanih Slovencev: 

## Znani nosilci priimka
- Bogi Pretnar Kozinc (*1948), novinarka, pravljičarka, kritičarka, publicistka
- Bojan Pretnar (*1947), strojnik, ekonomist, strokovnjak za intelektualno/industrijsko/ lastnino
- Boris Pretnar (*1978), hokejist
- Borut Pretnar (*1938), metalurg
- Breda Pretnar (*1935), baletna kritičarka
- Cveto Pretnar (1957–2018), hokejist
- Franc Pretnar (1857–1941?), gospodarstvenik, finančnik
- Franc Pretnar (1912–1988), tehnik, finomehanik, izumitelj, inovator, graver, ljubiteljski astronom
- Gorazd Pretnar (*1960), mikrobiolog, publicist, okoljski aktivist
- Igor Pretnar (1924–1977), filmski in gledališki režiser, profesor
- Janez Pretnar (1907–1967)?, direktor Slovenijalesa (hči Nada aktivistka gibanja za pravice Palestincev)
- Janja Pretnar Oblak, zdravnica nevrologinja, prof. MF
- Janko Pretnar (1880–1951), jezikoslovec romanist, leksikograf
- Josip Pretnar (1891–1969), pravnik, organizator planinstva
- Klemen Pretnar (*1986), hokejist
- Marko Pretnar, arhitekt
- Matija Pretnar (*1982), matematik, računalnikar, prof. UL
- Matjaž Pretnar, smučarski trener
- Mirko Pretnar (1898–1962), pesnik, prevajalec
- Sašo Pretnar (*1973), hokejist
- Stojan Pretnar (1909–1999), pravnik, univerzitetni profesor, akademik
- Špela Pretnar (*1973), alpska smučarka
- Tone Pretnar (1945–1992), literarni zgodovinar, verzolog, prevajalec, prevodoslovec, polonist, pesnik, knjižničar, univ. prof.
- Valentin Pretnar (Pretner) (1802–?), Prešernov prijatelj
- Vitomir Pretnar (*1953), elektroinženir, uradnik, fotograf
- Zorica Pretnar, bibliotekarka
- Zvonka Pretnar (*1945), ravnateljica Zavoda za kulturo in izobraževanje Tržič, muzealka, urednica, mentorica